# Jan Sehn

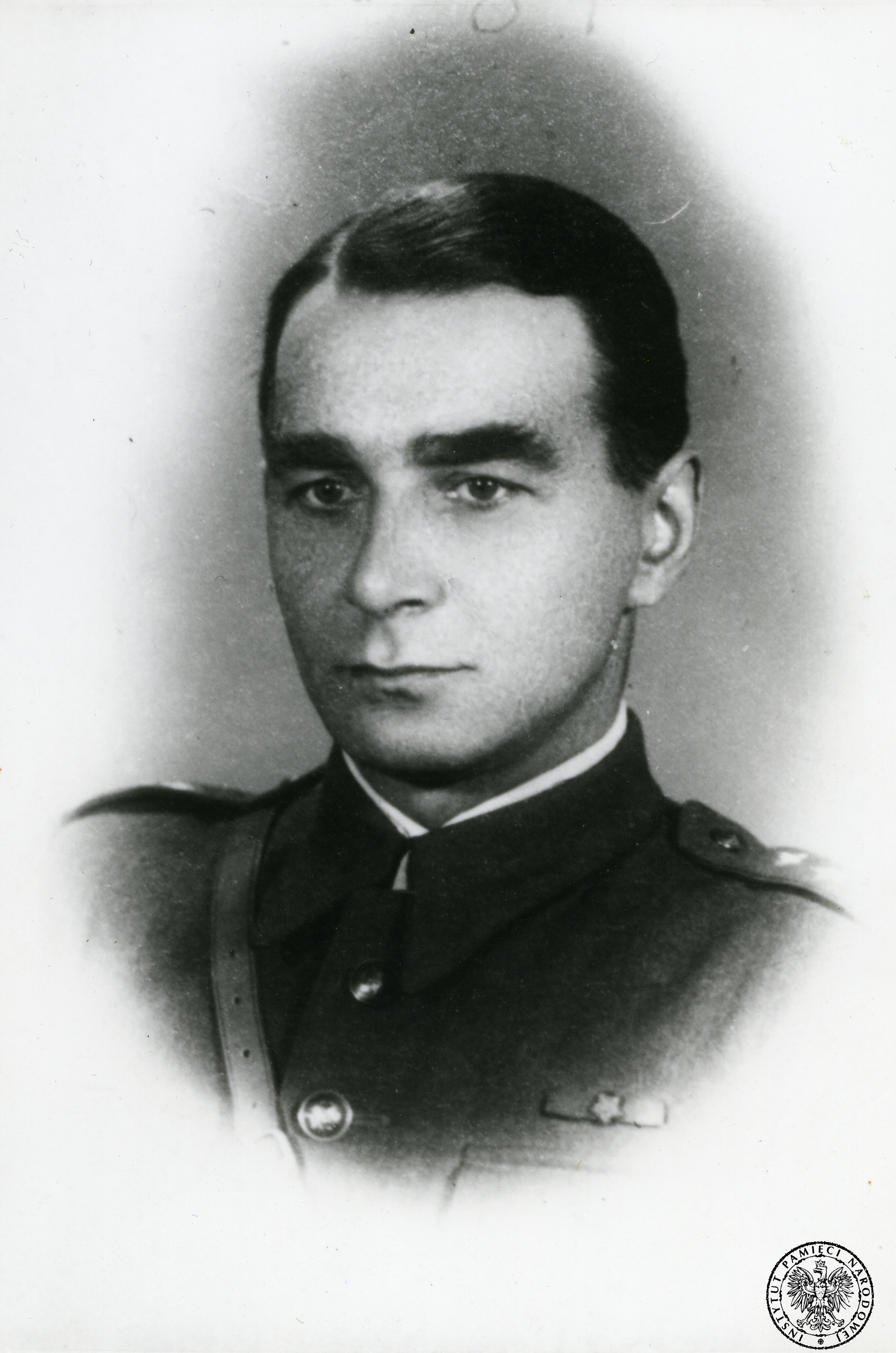
Jan Sehn

Jan Sehn (geboren 22. April 1909 in Tuszów Mały, Österreich-Ungarn; gestorben 12. Dezember 1965 in Frankfurt am Main) war ein polnischer Jurist. Als Untersuchungsrichter trug er maßgeblich zur juristischen Aufarbeitung des NS-Unrechts bei.

## Leben
Die deutschstämmige Familie Sehn ließ sich zur Zeit der Teilungen Polens in Galizien nieder, das 1772 an die Habsburger Monarchie kam. Die Schulzeit Jan Sehns fiel größtenteils in die Jahre der Zweiten Polnischen Republik.
Nach dem Abitur in Mielec absolvierte er ein Jurastudium an der Jagiellonen-Universität. In den 1930er Jahren arbeitete er zunächst als Referendar, später als Assessor am Bezirksgericht in Krakau. In der Zeit der deutschen Besetzung Polens im Zweiten Weltkrieg fand er eine Anstellung in einem Krakauer Gastwirteverband.
Als Untersuchungsrichter und Leiter der Krakauer Bezirkskommission zur Untersuchung der deutschen Verbrechen verhörte er nach dem Zweiten Weltkrieg zahlreiche an Polen ausgelieferte Nationalsozialisten, darunter Amon Göth, Rudolf Höß und Josef Bühler.
Von 1960 bis zu seinem Tode arbeitete Sehn eng mit dem hessischen Generalstaatsanwalt Fritz Bauer zusammen und spielte bei der Vorbereitung der Frankfurter Auschwitzprozesse eine bedeutende Rolle. Auf seine Vermittlung hin kam 1964 eine Ortsbesichtigung auf dem Gelände des ehemaligen KZ Auschwitz durch eine Frankfurter Gerichtsdelegation zustande.
In den Jahren 1949 bis 1965 leitete Sehn das Institut für Gerichtsexpertisen in Krakau. Gleichzeitig lehrte er an der Jagiellonen-Universität, wo er zuletzt als außerordentlicher Professor tätig war.
1954 wurde er mit dem Orden Polonia Restituta (Ritter) ausgezeichnet.

## Schriften
- Obóz koncentracyjny i zagłady Oświęcim. 1946
  - Konzentrationslager Oświęcim-Brzezinka (Auschwitz-Birkenau). Auf Grund von Dokumenten und Beweisquellen. Wydawnictwo Prawnicze. Warszawa 1957.